# Rubén López Ardón
Rubén López Ardón (ur. 19 czerwca 1934 w Ocotal) – nikaraguański duchowny rzymskokatolicki, w latach 1979-1990 biskup Esteli.

## Życiorys
Święcenia kapłańskie przyjął 22 grudnia 1961. 2 stycznia 1979 został prekonizowany biskupem Esteli. Sakrę biskupią otrzymał 27 maja 1979. 6 marca 1990 zrezygnował z urzędu.